# 冨金原徹
冨金原 徹（ふきんばら とおる、1982年10月18日 - ）は、神奈川県出身の元フットサル選手。ポジションはゴレイロ。フットサル日本代表。日本体育大学卒業。機動力に定評がある。

## 経歴
神奈川県出身。神奈川県立金井高等学校、日本体育大学卒業。2007年にFリーグが発足すると湘南ベルマーレに加入。2007年シーズン開幕戦のバサジィ大分戦でデビュー。2010-11シーズンは22試合出場2得点。
2009年にミゲル・ロドリゴが日本代表の監督に就任すると、東アジアフットサル選手権2009に出場。この大会で日本代表は若手を積極的に招集しており、冨金原の他には藤原潤と篠田龍馬が選ばれた。2010年には川原永光、藤原とともに2010 AFCフットサル選手権に出場。2012年には川原、藤原とともに2012 FIFAフットサルワールドカップに出場。鈍足の川原が絶対的な守護神だったが、ウクライナ戦では起動力やスローイングを買われ、パワープレー時に小曽戸允哉(FP)と併用された。
2011年にデウソン神戸に移籍。2013年にはスペインに短期留学した。2015年10月9日、府中アスレティックFC戦でFリーグ通算200試合出場（23人目）を達成した。
2016年4月1日、シュライカー大阪に移籍した。2018年に現役引退した。
その後、株式会社FABRIC TOKYOに入社。

## 所属クラブ

### サッカー
- 神奈川県立金井高等学校

### フットサル
- ミリオネア横浜
- プレデター
- バルドラール浦安
- 2008-2011 湘南ベルマーレ
- 2011-2016 デウソン神戸
- 2016-2018 シュライカー大阪

## 代表選出歴
- フットサル日本代表（2011年、2012年）
  - 2012 FIFAフットサルワールドカップ

## 個人成績
| 国内大会個人成績 | 国内大会個人成績 | 国内大会個人成績 | 国内大会個人成績 | 国内大会個人成績             | 国内大会個人成績 | 国内大会個人成績 | 国内大会個人成績 | 国内大会個人成績 | 国内大会個人成績 | 国内大会個人成績 | 国内大会個人成績 |
| 年度             | クラブ           | 背番号           | リーグ           | リーグ戦                     | リーグ戦         | リーグ杯         | リーグ杯         | オープン杯       | オープン杯       | 期間通算         | 期間通算         |
| 年度             | クラブ           | 背番号           | リーグ           | 出場                         | 得点             | 出場             | 得点             | 出場             | 得点             | 出場             | 得点             |
| 日本             | 日本             | 日本             | 日本             | リーグ戦                     | リーグ戦         | オーシャン杯     | オーシャン杯     | 全日本選手権     | 全日本選手権     | 期間通算         | 期間通算         |
| ---------------- | ---------------- | ---------------- | ---------------- | ---------------------------- | ---------------- | ---------------- | ---------------- | ---------------- | ---------------- | ---------------- | ---------------- |
| 2008-09          | 湘南             | 17               | Fリーグ          | ??                           | ?                |                  |                  |                  |                  |                  |                  |
| 2009-10          | 湘南             | 17               | Fリーグ          | ??                           | ?                |                  |                  |                  |                  |                  |                  |
| 2010-11          | 湘南             | 17               | Fリーグ          | ??                           | ?                |                  |                  |                  |                  |                  |                  |
| 2011-12          | 神戸             | 1                | Fリーグ          | ??                           | ?                |                  |                  |                  |                  |                  |                  |
| 2012-13          | 神戸             | 1                | Fリーグ          | ??                           | ?                |                  |                  |                  |                  |                  |                  |
| 2013-14          | 神戸             | 1                | Fリーグ          | 33                           | 0                |                  |                  |                  |                  |                  |                  |
| 2014-15          | 神戸             | 1                | Fリーグ          | 28                           | 1                |                  |                  |                  |                  |                  |                  |
| 2015-16          | 神戸             | 1                | Fリーグ          |                              |                  |                  |                  |                  |                  |                  |                  |
| 通算             | 日本             | 日本             | Fリーグ          | \|\|\|\|\|\|\|\|\|\|\|\|\|\| |                  |                  |                  |                  |                  |                  |                  |
| 通算             | 日本             | 日本             |                  | \|\|\|\|\|\|\|\|\|\|\|\|\|\| |                  |                  |                  |                  |                  |                  |                  |
| 総通算           | 総通算           | 総通算           | 総通算           | \|\|\|\|\|\|\|\|\|\|\|\|\|\| |                  |                  |                  |                  |                  |                  |                  |

## 参考
- 戸塚啓「サッカー日本代表が辿った道程へ フットサルW杯の健闘が残したもの。」Sports Graphic Number 2012年11月12日